# 长尾红螯蛛
长尾红螯蛛（学名：Chiracanthium longtailen）为管巢蛛科红螯蛛属的动物。在中国大陆，分布于安徽等地。该物种的模式产地在安徽。